# 稱名寺 (橫濱市)

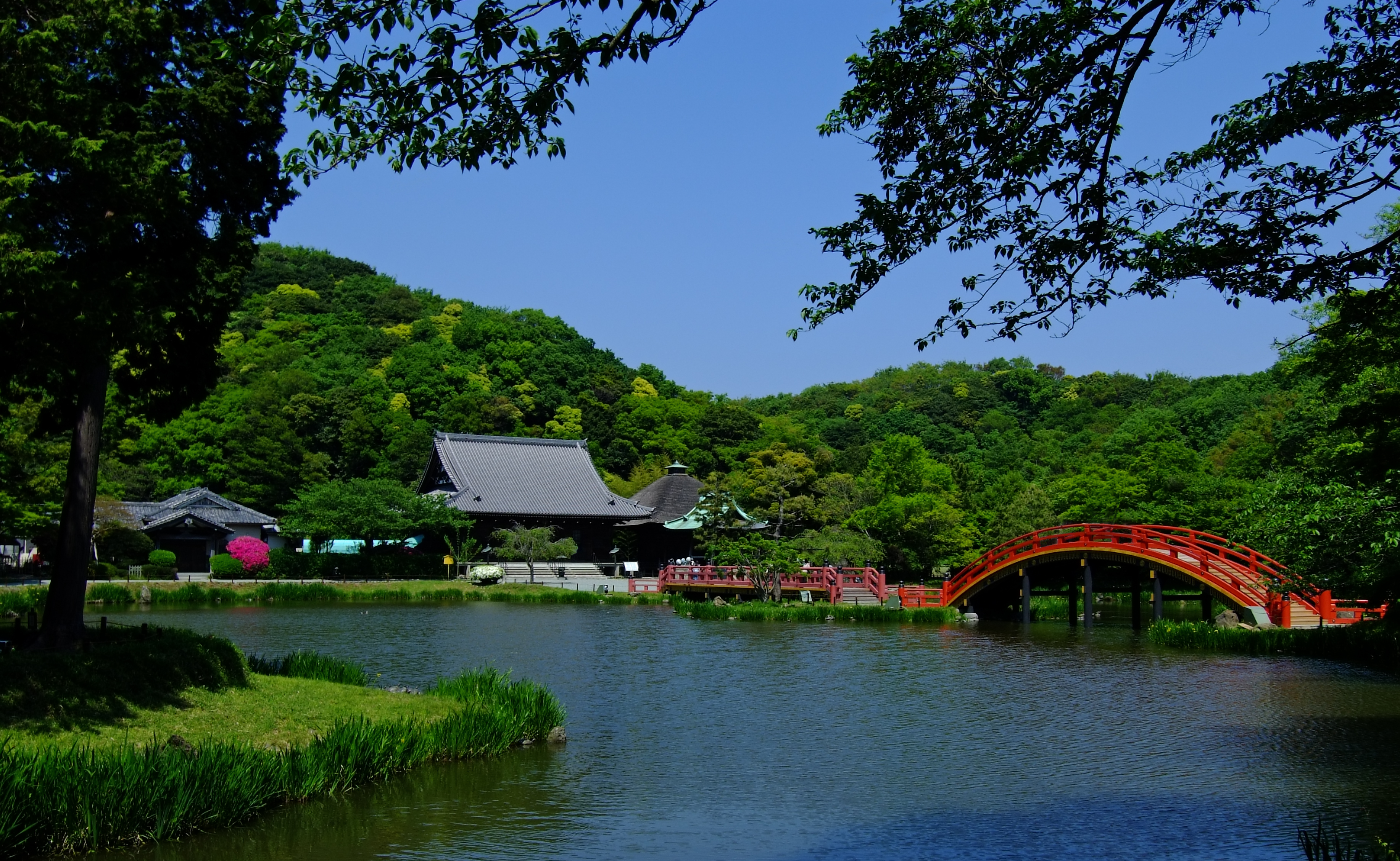

稱名寺（日语：／ Shōmyōji）是日本神奈川縣橫濱市金澤區金澤町的一座真言律宗的寺院，本尊是彌勒菩薩。這座寺院創建於13世紀中期。

## 外部連結
- 国指定文化財等データベース （页面存档备份，存于）